# Bronbeek
Bronbeek (Koninklijk Tehuis voor Oud-Militairen en Museum Bronbeek) is een verzorgingstehuis voor oud-militairen van de Nederlandse krijgsmacht en het voormalig Koninklijk Nederlandsch-Indisch Leger (KNIL). Daarnaast is in het gebouw het Museum Bronbeek gevestigd. In dit museum staat de koloniale geschiedenis van Nederlands-Indië centraal met onder meer een vaste expositie van kanonnen en diverse Indische wapens, een historisch overzicht van het Indische leger, en vele uniformen, wapens en schilderijen.

## Geschiedenis

### Het landgoed Bronbeek

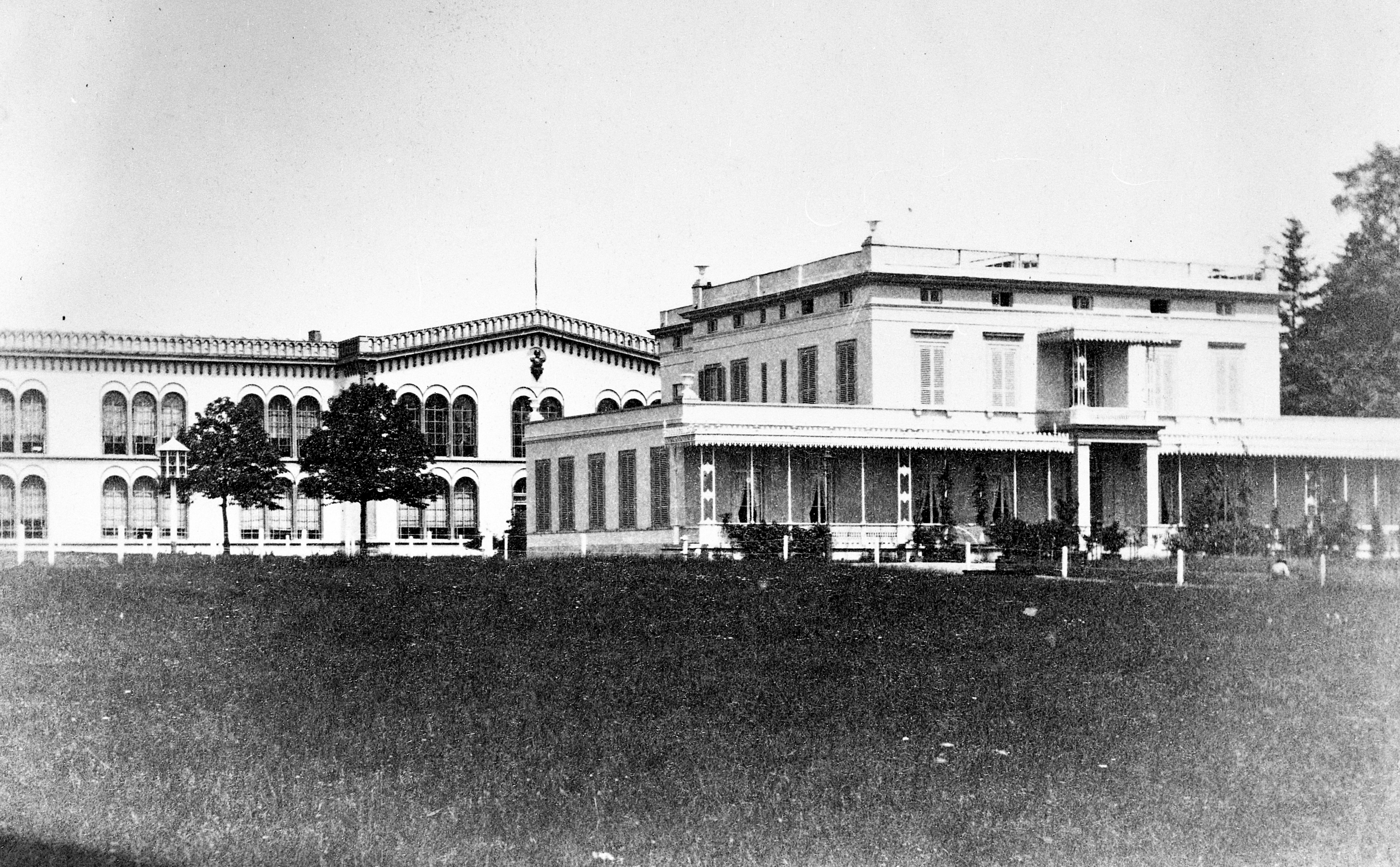
Bronbeek in 1865

Het landgoed Bronbeek werd rond 1820, tegelijk met de straatweg Arnhem - Dieren, als buitenplaats aangelegd voor Hermen Stijgerwald. Na diens dood in 1830 verkocht zijn weduwe Magadalena Wilhelmina Eskes het landgoed en kreeg het de naam Bronbeek. Volgende eigenaren verbouwden het huis tot een villa in neoclassicistische stijl. In 1854 werd de buitenplaats Bronbeek aangekocht door koning Willem III voor een prijs van 75.000 gulden. De totale investering, inclusief verbouwing en inrichting, bedroeg 250.000 gulden. Bronbeek was naar verluidt in eerste instantie bedoeld voor zijn moeder, koningin Anna Paulowna, maar daarvoor is geen bewijs.

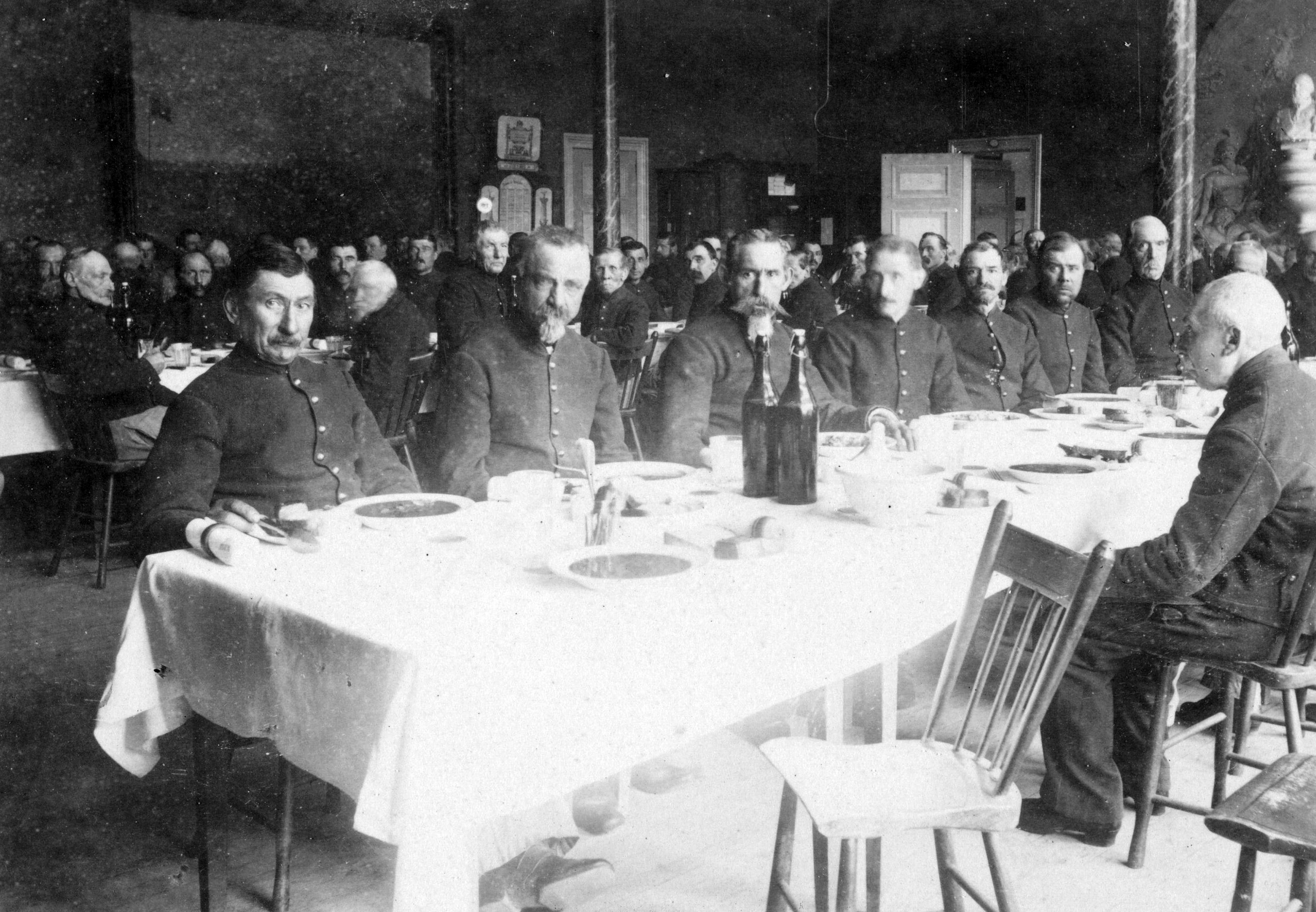
Bewoners aan de maaltijd in 1890

Willem III liet het huis in 1854 verbouwen naar ontwerp van zijn architect H.F.G.N. Camp, die voor zijn werkzaamheden in oktober van dat jaar werd benoemd tot ridder in de Orde van de Eikenkroon. In oktober 1854 was de verbouwing klaar en verkreeg de koning een serenade van de vereniging der handwerkslieden, begeleid door de muziekkorpsen der stedelijke schutterij en van het achtste regiment infanterie. Een commissie van deze vereniging werd bij de koning toegelaten en een vertegenwoordiger sprak de woorden: 'Sire, met diepe eerbied nadert de directie van Arnhems Handwerkbloei, vergezeld van werkbazen en hun werklieden u om u, die een voorstander bent van industrie en landbouw, haar oprechte dank te betuigen over de aankoop en aangebrachte veranderingen aan het landgoed Bronbeek, waardoor in deze tijden van duurte brood aan hen en hun gezinnen verschaft werd.' Twee jaar na de aankoop van Bronbeek waren er al geruchten dat de koning het landgoed weer van de hand wilde doen. In december 1856 werden de bezittingen van de koning verhuisd naar diens paleis te Den Haag en naar Paleis Het Loo en werd algemeen gedacht dat de koning het buitenverblijf had verkocht aan een rijke particulier. Het huis was in de jaren erna nog in gebruik als gastenverblijf voor koninklijk bezoek.
In 1893 speelde voetbalclub Vitesse op een veld binnen de planten- en vogeltuin en op een weide in het Bronbeekpark. Omdat er een boom in het midden van het veld stond was het spelen van officiële wedstrijden op Bronbeek niet toegestaan. Daarom verhuisde Vitesse vanaf december 1894 noodgedwongen naar de Paasweide, aan de overkant van de Rijn.

### Oprichting van het militair invalidentehuis
Bij Koninklijk Besluit van 14 juni 1857 werd een commissie ingesteld tot het voordragen van een plan tot het inrichten van een militair invalidentehuis; in deze commissie namen zitting M. baron van Geen als voorzitter en als leden militaire intendant eerste klasse H. Hardenberg, luitenant-kolonel J. Vertholen, luitenant-kolonel A.J. Andresen, luitenant-kolonel ingenieur G.A. van Kerkwijk en de heer J.P. Feith.
In een schrijven van 13 juni 1857, gericht aan de minister van Koloniën, gaf koning Willem III aan het  landgoed Bronbeek te willen schenken aan de Staat der Nederlanden tot inrichting van een koloniaal militair invalidentehuis. In het kabinetschrijven was de bepaling opgenomen dat aan het onroerende goed nooit een andere bestemming zou mogen worden gegeven en dat de Staat der Nederlanden alle lasten, te rekenen vanaf 1 januari 1860, zou betalen. Op 28 september van dat jaar werd de akte gepasseerd bij notaris J. Bervoets te Den Haag. In mei 1860 besteedde het department van Koloniën de vereiste werken en leveranties ter stichting van een militair invalidentehuis aan de heer K. Kooy, woonachtig te Amsterdam, die van de elf inschrijvers de laagste was en aan wie het werk dan ook werd vergund voor een bedrag van 193.400 gulden. De eerste steen werd op 13 juli van dat jaar gelegd. Rijksbouwmeester W.N. Rose was verantwoordelijk voor het ontwerp van het hoofdgebouw in eclectische stijl. In november 1860 werden de kosten der inrichting van het paviljoen en van het dan in aanbouw zijnde invalidentehuis, met inbegrip der aanschaffing van huisraad ten behoeve van de te verwachten ruim 200 invaliden, geraamd op ongeveer 300.000 gulden. Het invalidenhuis werd zo aangelegd dat het in de toekomst met betrekkelijk geringe kosten kon worden uitgebreid, indien de behoefte daartoe zou ontstaan.

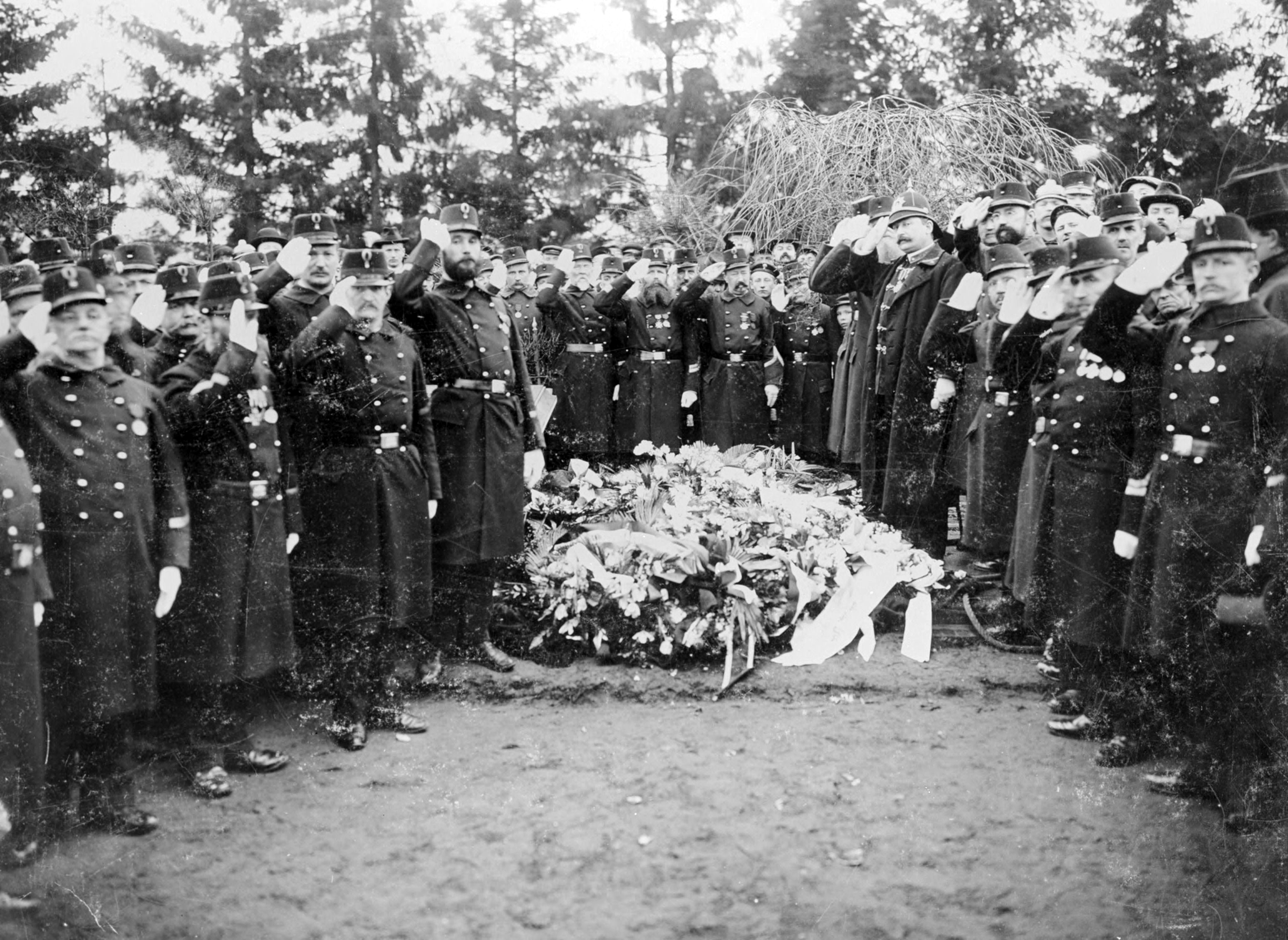
Begrafenis van generaal Karel van der Heijden in 1900.

### Openstelling Bronbeek voor invaliden
Koning Willem III stelde Bronbeek in werking met een besluit dat onder meer de volgende bepalingen inhield:
- De gebouwen gevestigd op het landgoed Bronbeek worden verklaard te zijn bestemd tot koloniaal militair invalidenhuis;
- Het koloniaal militair invalidenhuis dient zo veel mogelijk tot opname en verpleging van de gegageerden der koloniale landmacht, aangewezen in de artikelen 1 en 2 van het aan dit besluit gehechte reglement, dat bij deze tevens wordt vastgesteld;
- Wij verklaren ons te zijn beschermheer van het koloniaal militair invalidentehuis;
- De kosten van inrichting en onderhoud van het koloniaal militair invalidentehuis, die van de voeding, kleding, het zakgeld en de verzorging der invaliden, en de traktementen, toelagen, daggelden enz. van het personeel der officieren en beambten, komen ten laste van de staatsbegroting;
- Ons tegenwoordig besluit wordt gerekend te zijn in werking getreden op de eerste juli 1862.

Ter ere van het zilveren regeringsfeest van de koning werd een nationale schenking gedaan van 200.000 gulden ten behoeve van de invaliden van de land- en zeemacht in Nederland en Nederlands-Indië, tot nut der dapperen die hun leven voor Nederland veil hebben gehad en in die strijd verminkt zijn geraakt.

## Bronbeek als verzorgingshuis voor militairen
Als eerste commandant werd (dan luitenant-kolonel) J.C.J. Smits benoemd; in de loop van 1863 verhuisden invalide militairen uit inrichtingen in alle delen van het land naar Bronbeek. In 1864 was al het maximale aantal van tweehonderd militairen opgenomen; op de 10de januari 1864 werd door een deel van hen het blijspel Niet of graag van Andersen opgevoerd. De verpleegden waren toen al onderworpen aan huis- en landelijke arbeid, strenge tucht en discipline (een dertigtal was wegens wangedrag ontslagen). Toen Smits in november 1887 overleed, stond de koning erop dat generaal K. van der Heijden en niemand anders commandant van Bronbeek zou worden. Deze behoefde het voor het geld niet te doen omdat zijn Indische pensioen ruim voldoende was, maar zag het als een eer te bewijzen aan het Indische leger en aan de koning.

### Sociale problematiek en verzorging
Een van de problemen waarmee oud-militairen indertijd te kampen hadden, was dat er geen werk voor hen te vinden was. Een oud-soldaat formuleerde deze kwestie als volgt: de burgers gaan voor, overste!, klaagde bij mij (luitenant-kolonel G.J.W.C.H. Graafland) onlangs een oud-fuselier, en van de militairen eerst de Hollandse, in het bijzonder die van de marine; pas heel achteraan komen wij, en dan nog enkel als we een krachtige voorspraak hebben. Anders kun je helemaal thuisblijven. Er is hier geen werk voor ons, besloot hij; men wéét niet waarvoor wij geschikt zijn en eigenlijk weet ik dat nou zelf ook niet. Graafland zei over deze problemen verder nog dat het pensioen van de soldaten wel wat klein was voor hen, die Europa en de toestanden in het moederland waren ontgroeid. De soldaten bemerkten dat zij eigenlijk geen vak kenden; dat de handen hen hier verkeerd stonden, dat de soldatendeugden als beroepssoldaat in de gewone maatschappij niet bijster hoog werden aangeslagen; dat het leger ontzettend veel van hen gevraagd had aan berusting, overgeving, zelfverloochening, gedweeheid, volharding, trouw en ijver; maar in ruil daarvoor hen niets schonk wat in de burgermaatschappij lonende waarde had. Veel van deze soldaten raakten aan de drank of anderszins in de versukkeling en belandden uiteindelijk op Bronbeek. Gouverneur-generaal J.B. Van Heutsz zei hier in 1903 over dat de werkgevers in Nederland de Indisch soldaat al bij voorbaat als een drinkebroer en een onnut wezen zagen, waardoor de situatie voor de soldaten nog verergerde.
In 1904 bevonden zich te Bronbeek 135 oud-strijders: 86 Nederlanders, 24 Belgen, 16 Duitsers, 5 Zwitsers en 4 Fransen. Om er te worden opgenomen moesten zij afstand doen van hun pensioen, in ruil waarvoor zij huisvesting, kleding, voeding en zakgeld ontvingen. Dit laatste bedroeg voor een soldaat 10, voor een korporaal 15, een sergeant of fourier 20, een sergeant-majoor 25 en een adjunct-onderofficier 30 cent per dag. Geëmployeerden en gepensioneerden met verhoogd gagement ontvingen een toelage. Om te voorkomen dat de militairen zich te buiten zouden gaan, werd het zakgeld dagelijks uitbetaald. 's Zomers werd om zes, ’s winters om zeven uur reveille geblazen. Kort daarna werd koffie met brood en boter verstrekt. Om half negen kregen de manschappen weer koffie met een boterham, die ’s zondags belegd was met een stukje worst of kaas. Om één uur was het middageten, dat bestond uit soep, vlees, groenten en aardappelen, met daarnaast een glaasje gerstebier. In plaats van rund– en varkensvlees kregen ze nu en dan gebraden konijnen, die afkomstig waren uit een eigen fokkerij, of ook wel karpers, waarvan de vijvers op Bronbeek krioelden. Verder werden er ook forellen gekweekt. Om vier uur ’s middags ontvingen de manschappen er nog een boterham bij. ’s Avonds om half negen werd er nog koffie met boter en brood of pap verstrekt.
Het nachtleger bestond uit een strozak, een paardenharen matras met dito hoofdkussen, twee lakens en twee dekens. De slaapkamers werden, evenals het gehele gebouw, centraal verwarmd. Het schoonhouden was het werk der verpleegden zelf, met dien verstande, dat de oudsten in jaren het lichtste werk verrichten. De zieken werden ook te Bronbeek verzorgd. Velen leden aan verval van krachten, maar ook waren er die de tering hadden of leden aan koortsen, vallende ziekte, enz.
In 1979 dreigde staatssecretaris Van Lent het tehuis te sluiten vanwege het teruggelopen aantal bewoners. Na landelijke protestacties bleek echter een kamermeerderheid voor het openhouden van het verzorgingshuis.

## Militair tehuis en museum

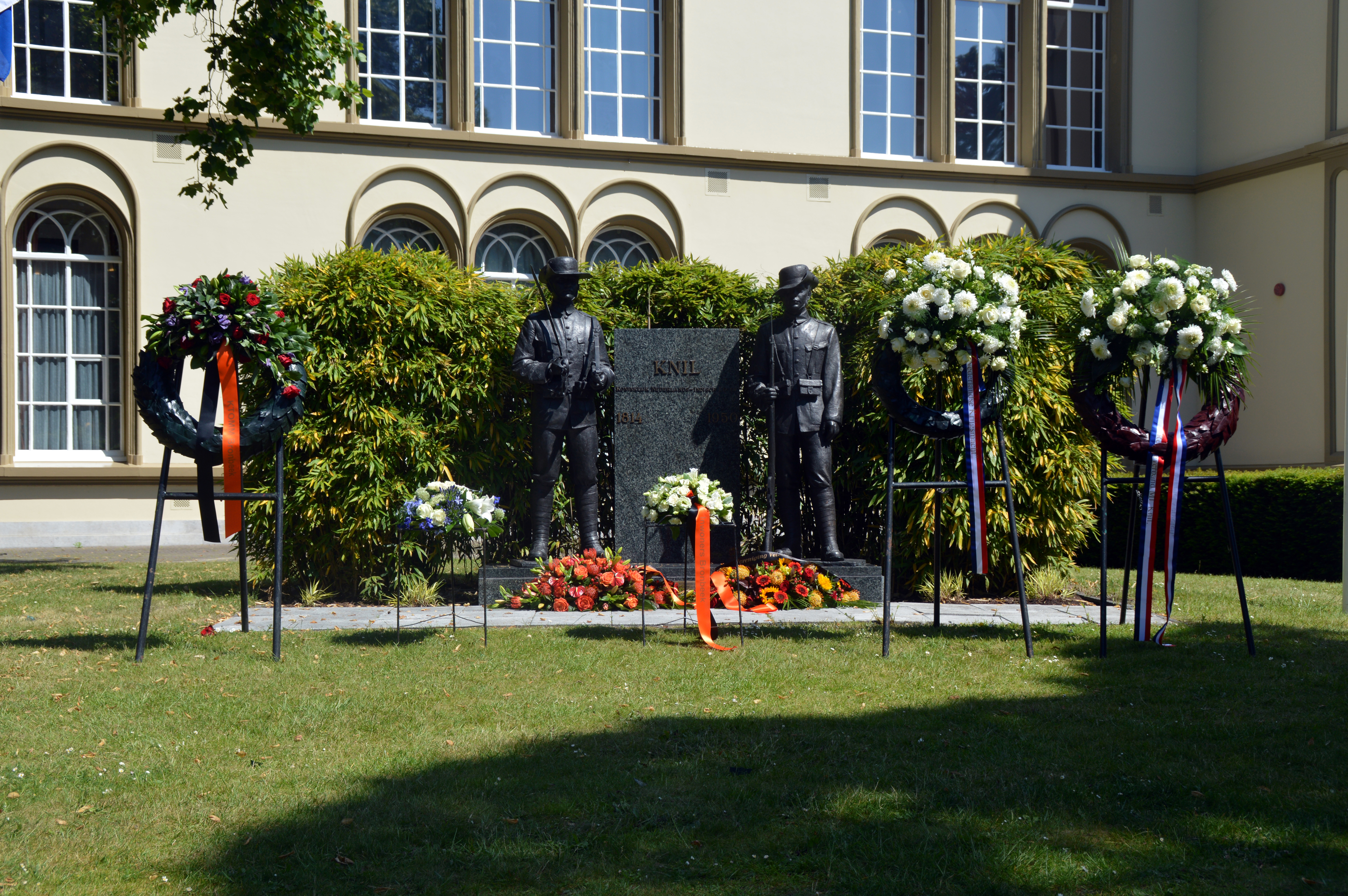
KNIL monument

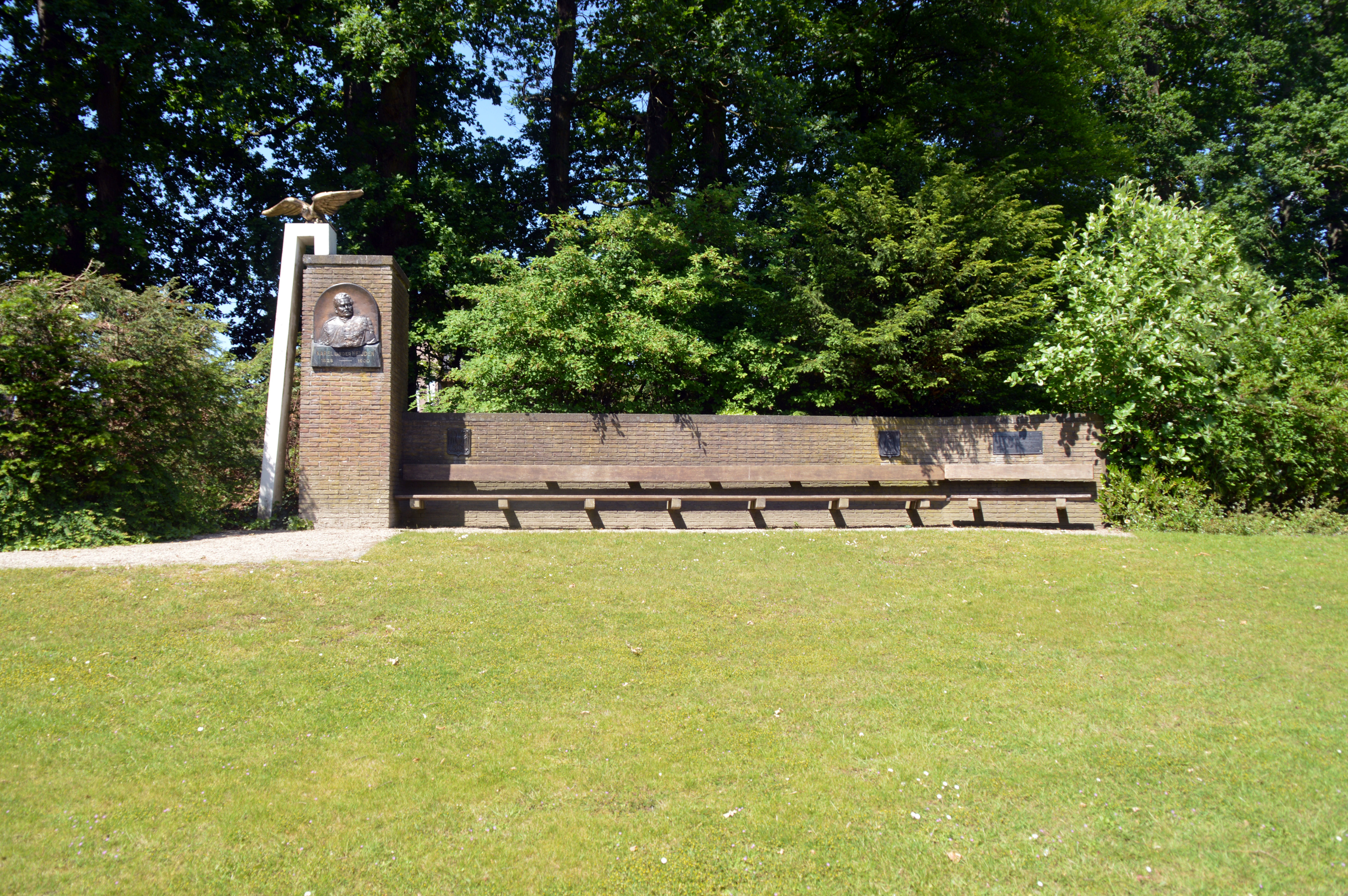
Karel van der Heijden bank

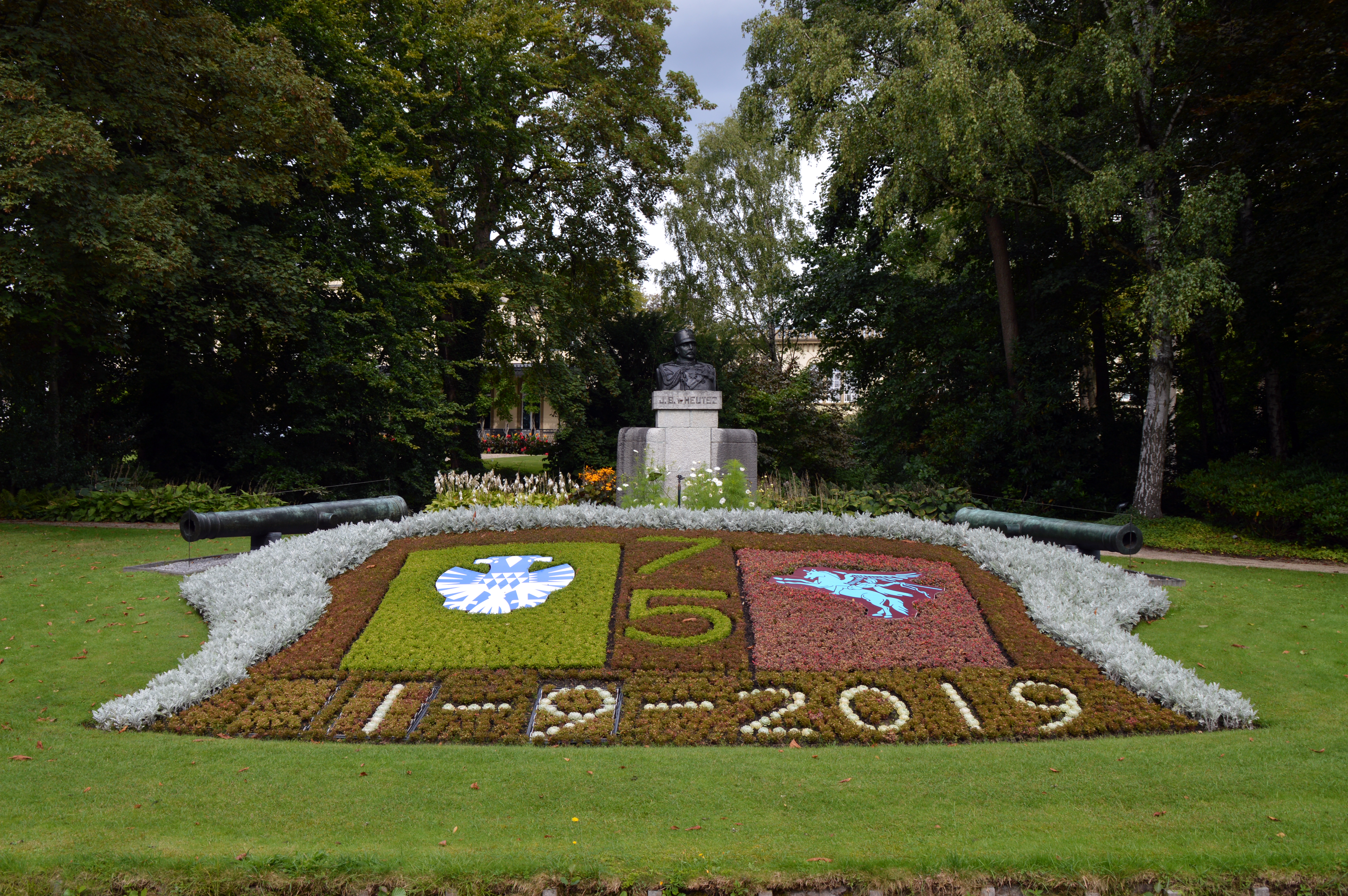
Joannes Benedictus van Heutsz buste en plantenkalender

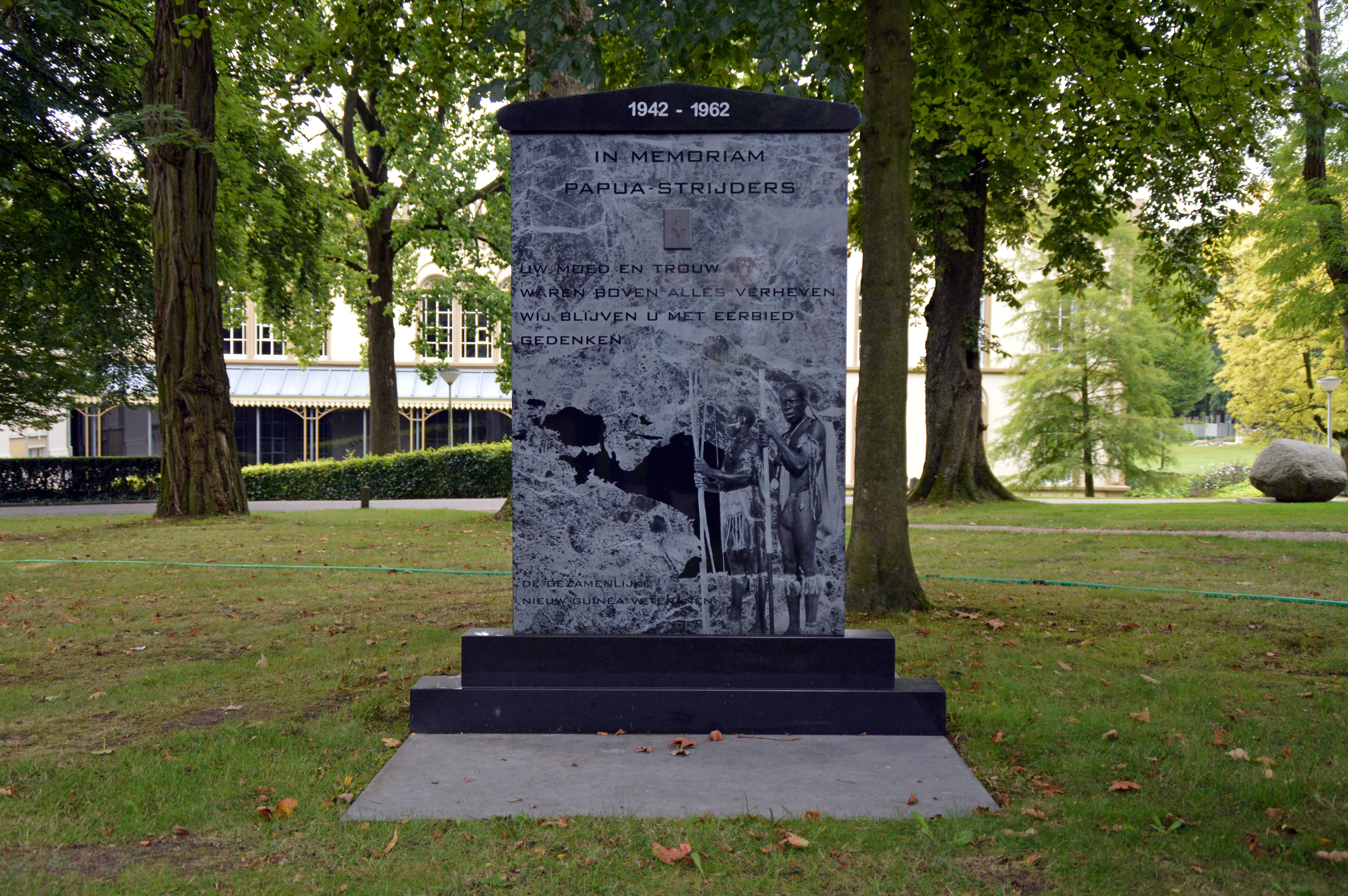
Monument Papoea-strijders

Militair tehuis Bronbeek biedt anno 2015 huisvesting en verzorging aan inwonende oud-militairen van de krijgsmacht, met uitzondering van officieren. Bronbeek biedt ouderenzorg waarin de eigen mogelijkheden van de bewoners centraal staan. Het tehuis heeft maximaal vijftig bewoners en kent een korte wachtlijst. Het Ministerie van Defensie draagt de kosten van exploitatie en instandhouding maar bewoners betalen daarnaast een eigen bijdrage. 
Het tehuis werd in 1987 en in 1997 gerenoveerd. In februari 2013 werd het 150-jarig bestaan van Bronbeek gevierd, hetgeen werd opgeluisterd door een bezoek van koningin Beatrix aan het huis op 27 februari 2013.

### Monumenten
Op het landgoed Bronbeek zijn diverse monumenten geplaatst, waaronder:
- Karel van der Heijden bank (1963)
- Indië-monument Arnhem (2001)
- Monument Japanse Vrouwenkampen in Apeldoorn (1971), in 1985 herplaatst op landgoed Bronbeek (Arnhem)
- Monument Jongenskampen (1988)
- Monument Japanse Zeetransporten (2004) - Zie onder andere ook Dodenspoorlijn
- Dampit-affaire|Monument Strafkamp Dampit (2001) door Rudi Augustinus
- Monument Birma-Siam Spoorweg (1989) - Zie onder andere ook Dodenspoorlijn
- Monument opheffing KNIL (1990)
- Monument Indisch verzet (1997)
- Monument ter herinnering aan het KNIL (zie afbeelding)
- Monument Papoea-strijders
- Borstbeeld ter herinnering aan Jan Engelbert van Bevervoorde
- Borstbeeld ter herinnering aan Joannes Benedictus van Heutsz

### Herdenkingen op Bronbeek

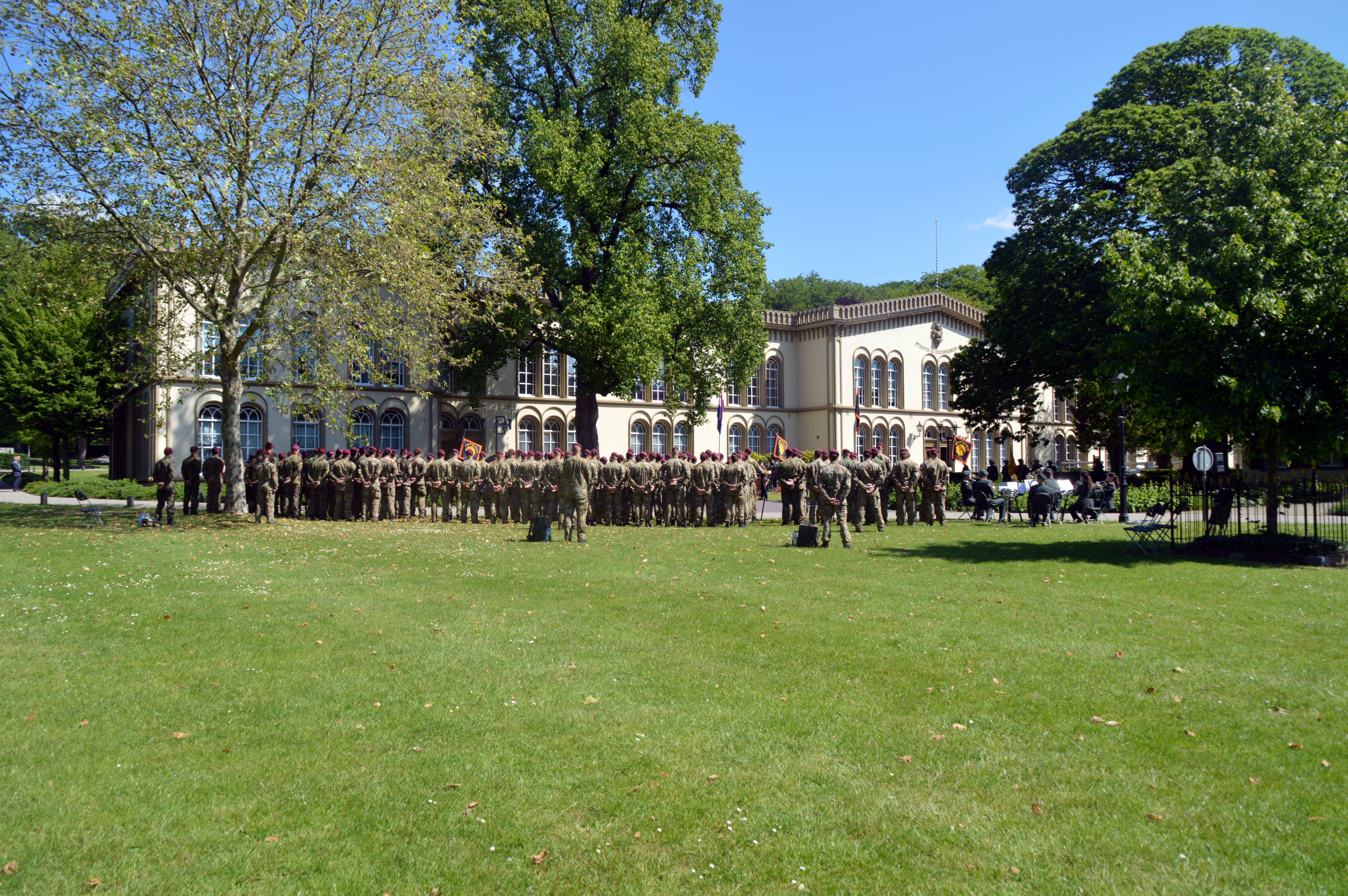
Herdenking opheffing KNIL

Jaarlijke worden meerdere herdenkingen gehouden, een aantal zijn:
- Slag in de Javazee
- Japans kamp Bangkinang
- Koninklijk Nederlands-Indisch Leger (KNIL)
- Japanse Jongenskampen/Vrouwenkampen
- 4-10 Regiment Infanterie
- Birma Siam & Pakan Baroe Spoorwegen
- Japanse Zeetransporten
- Papoea-strijders

## Commandanten van Bronbeek
| Namen              | In welke rang of betrekking werkzaam geweest | Commandant                          | Opmerking                                                                              |
| ------------------ | -------------------------------------------- | ----------------------------------- | -------------------------------------------------------------------------------------- |
| J.C.J. Smits       | generaal-majoor                              | 3 juni 1862 - 24 oktober 1887       |                                                                                        |
| K. van der Heijden | luitenant-generaal                           | 5 november 1887 - 24 januari 1900   | adjudant was majoor H.F.V.M. Schwing                                                   |
| N.C. van Heurn     | luitenant-kolonel                            | 24 februari 1900 - 31 juli 1917     | adjudant was majoor H.F.V.M. Schwing                                                   |
| S.A. Drijber       | generaal-majoor                              | 1 augustus 1917 - 31 december 1924  | En als waarnemer van 1 januari 1925 - 30 april 1932                                    |
| C.A. Rijnders      | luitenant-generaal                           | 1 mei 1932 - 31 mei 1946            |                                                                                        |
| N.L.W. van Straten | generaal-majoor                              | 1 juni 1946 - 30 augustus 1955      |                                                                                        |
| A. van Santen      | kolonel                                      | 1 september 1955 - 31 december 1968 |                                                                                        |
| J. van der Leer    | brigade-generaal                             | 1 januari 1969 - 31 maart 1980      |                                                                                        |
| W. Epke            | brigade-generaal                             | 1 januari 1980 - 19 februari 1988   |                                                                                        |
| R. Boekholt        | brigade-generaal (titulair)                  | 20 februari 1988 - 31 mei 1991      |                                                                                        |
| G.A. Geerts        | brigade-generaal                             | 1 juni 1991 - 28 juli 1994          |                                                                                        |
| G.L.M. Pastoor     | kolonel                                      | 29 juli 1994 - 1 september 2000     |                                                                                        |
| R. Harting         | kolonel                                      | 2 september 2000 - 1 april 2002     |                                                                                        |
| J.C.L. Bolderman   | kolonel                                      | 2 april 2002 - 2009                 |                                                                                        |
| G.H.J. Noordanus   | kolonel                                      | 2009 - 2013                         | 150-jarig jubileum in 2013, op 27 februari was het laatste bezoek van koningin Beatrix |
| M.C. Dulfer        | kolonel                                      | 1 maart 2013 - 26 april 2018        |                                                                                        |
| K.G.J. van Dreumel | kolonel                                      | 26 april 2018 - 10-08-2023          | bezoek prinses Beatrix 23 maart 2023 ivm 160 jarig bestaan Bronbeek                    |
| G.A.M.M. van Kuyck | Kolonel                                      | 10-08-2023 - Heden                  |                                                                                        |

### Markante oud-inwoners van Bronbeek
- August von Keldenich (Keldenich, 1830, stamboeknummer 43228), nam in 1872 dienst bij het Indische leger; nam onder meer deel aan de tweede expeditie naar Atjeh en was sinds 1881 te Bronbeek.
- Louis Lust (België, 1827), nam deel aan de tweede expeditie naar Bali, de expeditie naar Boni en de expeditie naar de Zuider- en Oosterafdeling van Borneo en vocht onder meer onder Toontje Poland.
- Gerrit Weijdenkamp (Op een Hollands schip bij de Zweedse kust, 1834): nam als matroos deel aan de strijd bij Shimonoseki.
- P.L. de Hue (Limburg), nam tijdens het vervolg van de tweede expeditie naar Atjeh deel aan de verovering van Lambaroe in de nieuwjaarsnacht van 1874.
- Sergeant Heuer, nam deel aan expedities op Atjeh onder J.B. van Heutsz
- Johann Jacob Wiegand (Rijnland, 1840), nam deel aan de Atjehoorlog onder Karel van der Heijden.
- Johan Kasper Lewenstein, nam deel aan de Lombok-expeditie
- Johannes Asten, nam deel aan de Lombok-expeditie.
- P. Silvertant (1867-1904), fuselier, nam deel aan de Atjeh-oorlog in 1897 en kreeg bij Koninklijk Besluit van 11 mei 1898 nummer 34 de Militaire Willems-Orde.

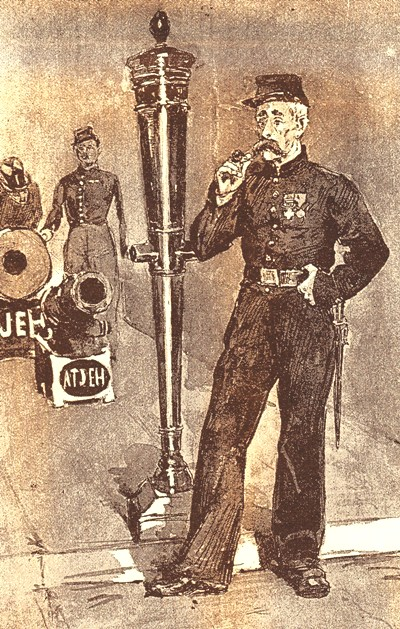
Onderofficier op Bronbeek
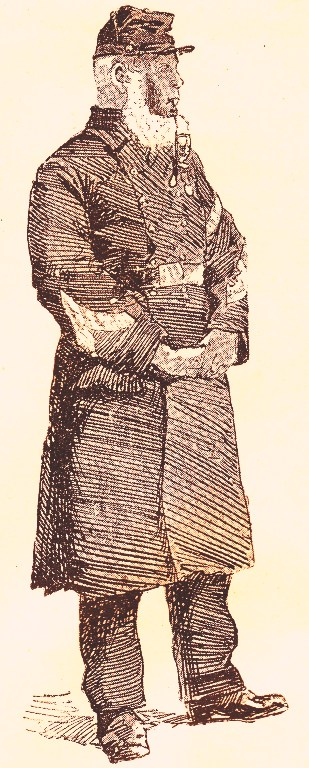
Sergeant-majoor in ruste
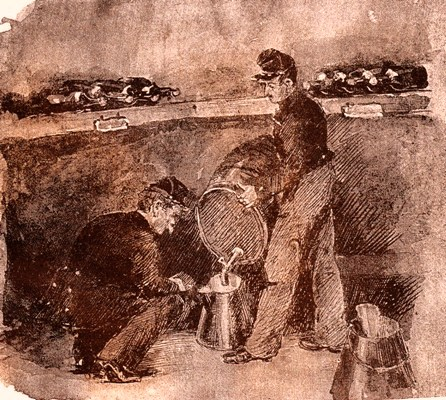
In de wijnkelder van Bronbeek
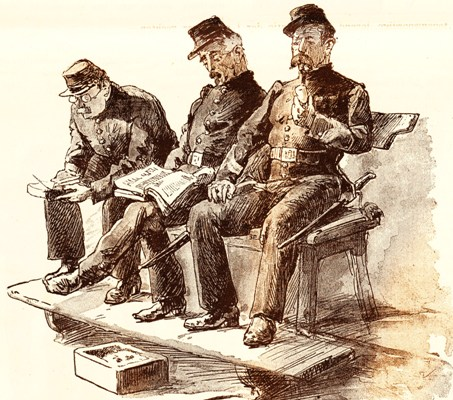
Militairen op wacht te Bronbeek
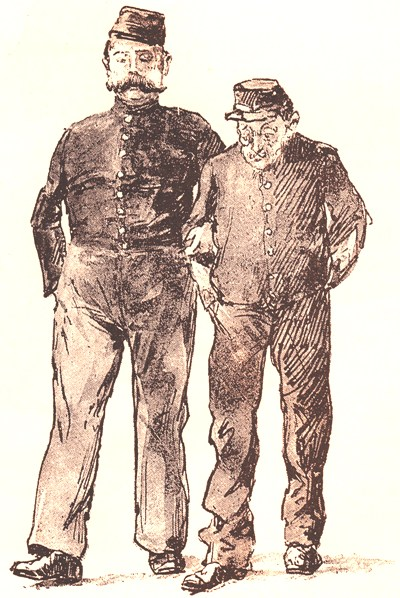
Steun bij elkaar op Bronbeek
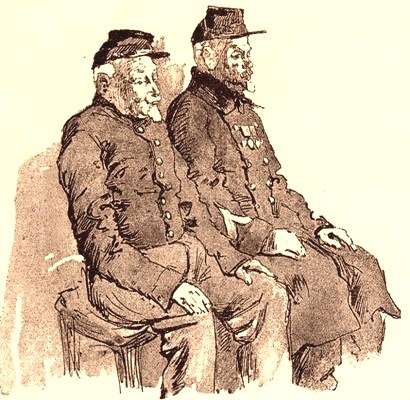
Samen op een bankje
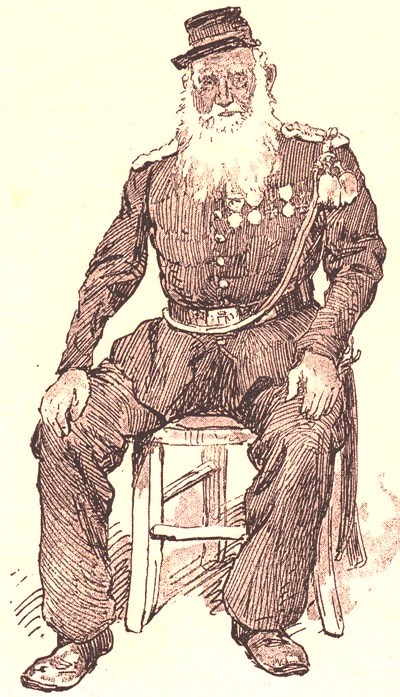
De veteraan van Bronbeek